# Daddy Issues
Daddy Issues är en brittisk komediserie skapad av Danielle Ward och regisserad av Damon Beesley och Catherine Morshead. Den första säsongen består av sex avsnitt och hade premiär den 15 augusti 2024 på BBC Three. Serien har fått kontrakt på en andra säsong.

## Handling
Serien kretsar kring 24-åriga Gemma som när hon upptäcker att hon är gravid efter ett engångsligg vänder sig till sin pappa Malcolm för att få råd. Det är bara det att Malcolm själv befinner sig i något av en livskris efter att hans äktenskap gått i kras. De måste nu bygga upp sin relation, hantera nya vänskaper och ta sig an det väntande föräldraskapet.

## Rollista (i urval)
- Aimee Lou Wood - Gemma
- David Morrissey - Malcolm
- Susan Lynch - Davina
- David Fynn - Derek
- Sharon Rooney - Catherine
- Sarah Hadland - Rita
- Susannah Fielding - Allegra
- Lauren O'Rourke - Twinky
- Claire Keelan - Jess
- Damien Molony - Fergal
- Sherrie Hewson - Agnes